# Messico ai Giochi della XIV Olimpiade
Il Messico partecipò ai Giochi della XIV Olimpiade, svoltisi a Londra, dal 20 luglio al 14 agosto 1948,
con una delegazione di 88 atleti, di cui 7 donne, impegnati in 14 discipline,
aggiudicandosi 2 medaglie d'oro, 1 medaglia d'argento e 2 medaglie di bronzo.

## Medagliere

### Per discipline
| Sport       | Oro | Argento | Bronzo | Totale |
| ----------- | --- | ------- | ------ | ------ |
| Equitazione | 2   | 1       | 1      | 4      |
| Tuffi       | 0   | 0       | 1      | 1      |
| Totale      | 2   | 1       | 2      | 5      |

### Medaglie
| Medaglia | Atleta                                          | Sport       | Evento                      |
| -------- | ----------------------------------------------- | ----------- | --------------------------- |
| Oro      | Humberto Mariles                                | Equitazione | Salto ostacoli individuale  |
| Oro      | Humberto Mariles Rubén Uriza Alberto Valdés Sr. | Equitazione | Salto ostacoli a squadre    |
| Argento  | Rubén Uriza                                     | Equitazione | Salto ostacoli individuale  |
| Bronzo   | Humberto Mariles Raúl Campero Joaquín Solano    | Equitazione | Concorso completo a squadre |
| Bronzo   | Joaquín Capilla Pérez                           | Tuffi       | Piattaforma maschile        |

## Risultati

### Calcio
| Atleta | Classifica |                    |
| --- | --- | ------------------ |
| V · D · M Nazionale messicana · Calcio ai Giochi Olimpici Estivi 1948 P Carbajal · P Quintero · D Parrales · D Rodríguez Navarro · D Rodríguez Peralta · C Córdoba · C Figueroa · C R. Ruíz · C Thompson · C Villalobos · A Cárdenas · A Cobián · A Garduño · A Mercado · A J. Ruíz · A Sánchez · A Trujillo · CT : Ramírez | 9° |                    |
| Nazionale messicana · Calcio ai Giochi Olimpici Estivi 1948 | |                    |
| P Carbajal · P Quintero · D Parrales · D Rodríguez Navarro · D Rodríguez Peralta · C Córdoba · C Figueroa · C R. Ruíz · C Thompson · C Villalobos · A Cárdenas · A Cobián · A Garduño · A Mercado · A J. Ruíz · A Sánchez · A Trujillo · CT: Ramírez                                                                        | P Carbajal · P Quintero · D Parrales · D Rodríguez Navarro · D Rodríguez Peralta · C Córdoba · C Figueroa · C R. Ruíz · C Thompson · C Villalobos · A Cárdenas · A Cobián · A Garduño · A Mercado · A J. Ruíz · A Sánchez · A Trujillo · CT: Ramírez | Messico (bandiera) |

### Pallacanestro
| Atleta | Classifica |
| --- | ---------- |
| V · D · M Nazionale messicana - Pallacanestro ai Giochi della XIV Olimpiade 3 Gudiño · 4 Galindo · 5 López · 9 Acuña · 12 Bienvenú · 13 F. Rojas · 14 J. Rojas · 19 Cardiel · 21 Alfaro · 22 Romo · 29 Cabrera · 33 Guerrero · 55 Díaz · 77 Santos · All. Agustín García | 4°         |
| Nazionale messicana - Pallacanestro ai Giochi della XIV Olimpiade |            |
| 3 Gudiño · 4 Galindo · 5 López · 9 Acuña · 12 Bienvenú · 13 F. Rojas · 14 J. Rojas · 19 Cardiel · 21 Alfaro · 22 Romo · 29 Cabrera · 33 Guerrero · 55 Díaz · 77 Santos · All. Agustín García                                                                             |            |